# Marcel Darné
Pour les articles homonymes, voir Darne.

a Compétitions nationales et continentales officielles uniquement.

Dernière mise à jour le  .
Marcel Darné, né le 31 janvier 1901 à Laroque-des-Albères (France) et mort le 22 octobre 1970 à Olette (France), est un joueur français de rugby à XV. Il joue au poste d'ailier pour l'US Perpignan dans les années 1920 et 1930.

## Biographie
En 1920, Marcel Darné est titulaire avec l'US Perpignan pour un match contre le Stade toulousain.
Il décroche son premier titre national le 3 avril 1921, avec l'équipe réserve de l'US Perpignan qui s'impose 21 à 0 à domicile face au Racing Club de France.
L'année suivante, Darné devient titulaire avec l'équipe première de l'US Perpignan.
Le 31 décembre 1922, Darné participe à un match avec l'Union sportive perpignanaise contre l'AS Carcassonne en championnat de Languedoc. Après un premier match où l'US Perpignan envoya son équipe seconde, Carcassonne envoie ici sa 4e équipe. Le score final est donc de 141 à 0 pour Perpignan. Darné marque 6 essais,.
Il rejoint le 502e régiment de chars de combat où il devint champion de France militaire, aux côtés de Pierre Moureu et de cinq joueurs de l'US Perpignan : Roger Ramis, Eugène Ribère, André Drapé, Parnaud, et de Georges Delort, futur joueur du club,.
En 1924, il joue la finale perdue du Championnat de France au Parc des sports de Bordeaux, devant 20 000 spectateurs dont Alphonse XIII d'Espagne.
Lors de la première demi-finale du Championnat de France 1924-1925, face au RC Narbonne, il marque un essai. Son équipe s'étant qualifiée pour la finale du championnat, il participe à ce match, le 26 avril 1925 contre l'AS Carcassonne à Toulouse. Celle-ci est cependant arrêté après cinq minutes de prolongation à cause du mauvais temps. Elle est donc rejouée le 3 mai suivant, à Béziers. L'équipe perpignanaise s'impose 5 à 0,.
En 1930, il joue encore pour l'US Perpignan.
Il est ensuite entraîneur de l'AS Prades qu'il mène à la finale du Championnat de France de 3e division fédérale en 1949, où le club s'incline 9 à 0 face au Stade Port-Vendrais, entraîné par Élie Cassan.

## Palmarès

### Joueur
- Vainqueur du Championnat de France réserve en 1921 avec l'US Perpignan.
- Vainqueur du Championnat de France militaire en 1923 avec le 502e chars de Béziers[6],[7].
- Finaliste du Championnat de France en 1924 avec l'US Perpignan.
- Vainqueur du Championnat du Languedoc en 1925 avec l'US Perpignan.
- Vainqueur du Championnat de France en 1925 avec l'US Perpignan.

### Entraîneur
- Finaliste du Championnat de France de 3e division fédérale en 1949 avec l'AS Prades.